# Дунаєвка (Новосибірська область)
Дунаєвка (рос. Дунаевка) — селище у Барабінському районі Новосибірської області Російської Федерації.
Входить до складу муніципального утворення Межозерна сільрада. Населення становить 192 особи (2010).

## Історія
Згідно із законом від 2 червня 2004 року органом місцевого самоврядування є Межозерна сільрада.

## Населення
| 2002 | 2007 | 2010 |
| ---- | ---- | ---- |
| 219  | ↗226 | ↘192 |